# Brian Reilly
 Brian Patrick Reilly  (nacido el 12 de diciembre de 1901 en Menton (Francia) y fallecido el 29 de diciembre de 1991 en Hastings (Inglaterra)) fue un maestro, escritor y editor de revistas de ajedrez irlandés.
Nació en Menton en la Riviera francesa. La conexión irlandesa viene de su abuelo paterno, que vino de Kells al Condado de Meath. Reilly ganó el campeonato del club de Niza en 1924. Compartió la 5ª plaza en Hyères en 1927 (ganó Wilhelm Orbach). Terminó 10.º en Niza en 1930 (ganó Savielly Tartakower).
En 1931, Reilly ganó en Niza y terminó 5º en el pentagonal de Niza (ganó Alexander Alekhine). Empató por la 4ª-6ª plaza en Margate en 1935 (ganó Samuel Reshevsky). En 1935, terminó 5º en Barcelona (ganaron Salo Flohr y George Koltanowsky) y empató por la 5ª-7ª en Rosas (ganó Flohr). En 1937, terminó 4º en Niza (Cuadrangular, ganó Alekhine). En 1938, terminó 2º, detrás de Karel Opočenský, en Niza.
Reilly representó a Irlanda en nueve Olimpíadas de ajedrez en 1935 y en el periodo 1954–1968 (tres veces como primer tablero). Ganó el Campeonato de Irlanda de ajedrez en 1959 y 1960.
Fue editor del British Chess Magazine desde 1949 hasta 1981, el editor con más tiempo en el cargo de la revista.